# Coffee Beanery
The Coffee Beanery, Ltd. é uma cadeia de cafetarias sediada em Flushing, Michigan, que opera nos Estados Unidos, na Ásia e nos territórios dos EUA. Foi fundada em Dearborn, Michigan, em 1976, por JoAnne e Julius Shaw.

## História
Em 1976, JoAnne e Julius Shaw começaram a vender cafés especiais aos consumidores na sua primeira loja no Fairlane Town Center em Dearborn, Michigan. Em fevereiro de 2007, a empresa tinha 131 locais franchisados nos Estados Unidos e 25 em outros países.

## Modelo de negócio
A empresa ganha a maior parte do seu dinheiro a vender franchisings e equipamento, e não o produto em si. A maioria das lojas fecha no espaço de três anos; desde a fundação da empresa, mais de 100 franchisings faliram.

## Determinações legais
Em 2006, o comissário de valores mobiliários de Maryland determinou que a empresa tinha feito "declarações falsas" a potenciais franchisados, violando a lei estadual, e ordenou-lhe que libertasse os franchisados de Maryland dos seus contratos sem penalizações. Em 2008, o procurador-geral de Illinois fez uma determinação semelhante. A ordem de Maryland também ordenou que a empresa "cessasse e desistisse permanentemente de oferecer e vender" franquias em Maryland. Na ordem judicial do juiz, ele determinou que "Este caso é um remorso de comprador" e o caso foi resolvido em 2013.